# Kenneth Fabricius
Kenneth Fabricius (født 3. november 1981 i Skærbæk) er en tidligere dansk fodboldspiller. 

## Karriere
Han fik sin første fuldtids-professionelle kontrakt i 2002, da han skrev under med Silkeborg IF. Her havde han været tilknyttet siden 2000, samtidig med han gjorde sin uddannelse færdig.
I 2004 skiftede han til Viborg FF, inden han i sommeren 2006 skiftede til SønderjyskE.
Fra 2014 til 2015 var Fabricius tilknyttet Middelfart G&B, hvor han fungerede som en spillende angrebstræner.